# Liste des monuments historiques de la Nouvelle-Calédonie
Cet article recense les bâtiments protégés au titre des monuments historiques de Nouvelle-Calédonie, en France.

## Liste
Pour la province Sud, voir la Liste des monuments historiques de la province Sud (Nouvelle-Calédonie).
Pour la province Nord, voir la Liste des monuments historiques de la province Nord (Nouvelle-Calédonie).
Pour la Province des îles Loyauté, voir la Liste des monuments historiques de la province des îles Loyauté.